# کیتی هیلتون
کیتی هیلتون (انگلیسی: Kathy Hilton؛ زادهٔ ۱۳ مارس ۱۹۵۹) یک هنرپیشه، و مجری اهل ایالات متحده آمریکا است.